# Панченко, Константин Павлович
Константи́н Па́влович Панченко (1 сентября 1919, Широкий Буерак, Саратовская губерния — 25 января 1979, Саратов) — военный лётчик, командир эскадрильи 565-го штурмового авиационного Станиславского полка 224-й штурмовой авиационной дивизии (8-я воздушная армия 4-го Украинского фронта), участник Великой Отечественной войны, Герой Советского Союза. Капитан.

## Биография
Родился 1 сентября 1919 года в селе Широкий Буерак (ныне — в Гагаринском районе Саратовской области). Окончив 9 классов школы, работал электротехником на Саратовском судоремонтном заводе, одновременно учился в аэроклубе.
С 1939 года учился в Саратовском военном авиационном училище, затем — в Тоцком училище, которое окончил в ноябре 1941 года. С февраля 1942 года участник Великой Отечественной войны. Воевал в составе 1, 2 и 8-й воздушных армий на Калининском, Западном, 1 и 4-м Украинских фронтах. Принимал участие в боях под Ржевом и Вязьмой, в Курской битве, освобождении Украины и Польши. Легко ранен в 1942 году, получил тяжёлые ожоги в 1943 году.
Звание Героя Советского Союза с вручением ордена Ленина и медали «Золотая Звезда» присвоено указом Президиума Верховного Совета СССР от 23 февраля 1945 года «за 115 боевых вылетов на штурмовике Ил-2, нанесение большого урона противнику и проявленные при этом геройство и мужество».
В 1946 году К. П. Панченко уволился в запас в звании капитана. Жил и работал в городе Саратове, где и скончался 25 января 1979 года. Похоронен в городе Саратов на Елшанском кладбище.

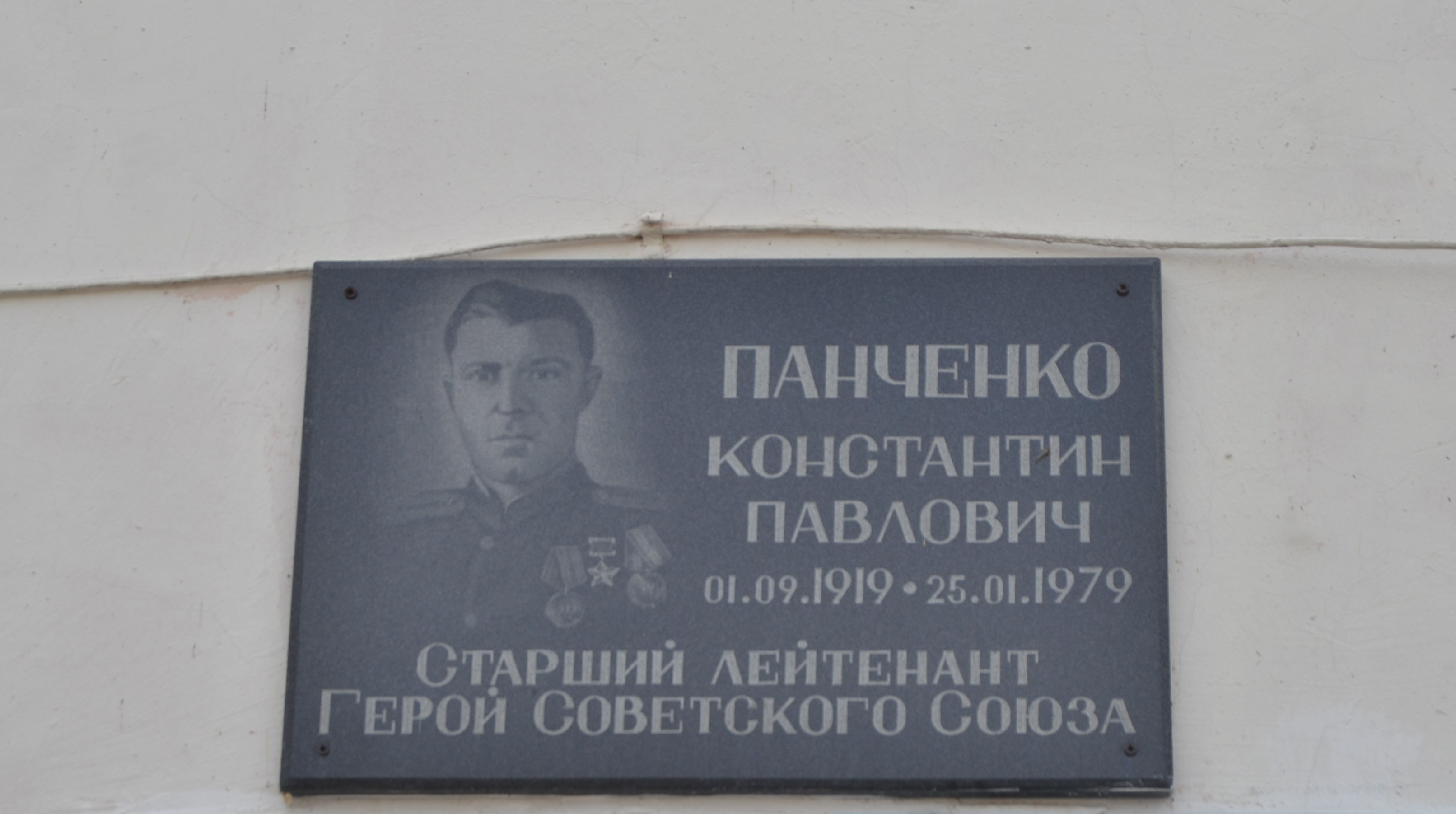
Мемориальная доска в селе Синенькие

## Награды
- орден Красной Звезды (25.4.1943)[2];
- два ордена Красного Знамени (23.07.1943[3], 12.05.1944[4]);
- орден Отечественной войны 1-й степени (12.08.1944)[5];
- звание Героя Советского Союза (23.2.1945):
  - медаль «Золотая Звезда»;
  - орден Ленина;
- медали, в том числе:
  - медаль «За освобождение Варшавы».

## Память
- Улица в Саратове.
- Памятник и мемориальная доска в родном селе Широкий Буерак.